# تانیو بوچا
تانیو بوچا (ایتالیایی: Tanio Boccia؛ ‏ ۱۵ ژوئن ۱۹۱۱ – ۱۲ مارس ۱۹۸۲) کارگردان فیلم، فیلم‌نامه‌نویس و تدوین‌گر اهل ایتالیا بود.
از فیلم‌هایی که وی در آن‌ها نقش داشته‌است، می‌توان به بکش یا بمیر اشاره نمود.